# Cary Brothers
Cary Brothers (Nashville, 1974) è un cantautore e produttore cinematografico statunitense.

## Biografia

### I primi anni
Nato nel 1974 da madre acquerellista e padre chirurgo, la formazione musicale di Cary Brothers non fu accompagnata dal tipico sound della sua terra natale, a favore di gruppi britannici some The Cure o The Smiths. All'inizio degli anni novanta, Brothers frequentò la Northwestern University, dove conobbe Zach Braff. Successivamente, si trasferirono entrambi a Los Angeles, dove Braff si dedicò alla sua carriera da attore, mentre Brothers aprì con un suo amico una piccola casa di produzione. Fra i vari film, produsse Sparkler (1997) di Darren Stein.

### Il debutto
Brothers debuttò nella scena musicale con il singolo Blue Eyes, ballata che nel 2004 venne inserita nella colonna sonora de La mia vita a Garden State dello stesso Braff. Sempre nel 2004 pubblicò l'EP All the Rage. Sempre mediante Braff, nel 2005 Brothers ottenne una breve apparizione nel piccolo schermo, cantando Blue Eyes nel quarto episodio della quarta stagione di Scrubs. Nello stesso anno pubblicò il secondo EP, Waiting for Your Letter, seguito dal suo album di debutto, Who You Are, nel 2007 e dal secondo album, Under Control, nel 2010.

## Discografia

### Album studio
- 2007 - Who You Are
- 2010 - Under Control
- 2018 -  Bruises
- 2023 - TBA

### EP
- 2004 - All the Rage
- 2005 - Waiting for Your Letter
- 2012 - Covers Volume One
- 2013 - Let Me Be
- 2016 - Covers Volume Two

### Singoli
- 2004 - Blue Eyes
- 2008 - Ride
- 2011 - Free Like You Make Me
- 2018 -  Crush
- 2022 - Neon Lovers